# We Tripantu
We tripantu —Any nou maputxe— o Wüñoy Tripantü (We tripantu, We xipantu o We txipantu en mapudungun; we = nou, tripantu = any; potser originalment «sortida») és la celebració de l'any nou maputxe, que es realitza pel solstici d'hivern austral (el dia més curt de l'any a l'hemisferi sud) entre el 21 i el 24 de juny.
El We tripantu és un dia sagrat pels maputxes, ja que és el dia més curt de l'any, marca el començament de l'època més freda i l'inici d'un nou cicle.

## El solstici d'hivern a la cosmologia maputxe
Els maputxes observaren que començava l'hivern; creien que aquest canvi era regit per la Lluna, que provocava els brots de vegetals i la reproducció dels animals. A aquest període, la terra comença a netejar-se amb l'aigua que envia el déu Ngenechén a través del Ngen-ko (‘l'esperit de l'aigua’), fet que provocava un nou cicle, que implicava el final del cicle anterior de preparació del sòl, sembres, collites. La natura s'ha de netejar i preparar la terra per a un altre període i així successivament.
Tots han de participar, ja que els adults, els nens i tota la diversitat dels éssers vius són beneficiats pel Sol, que és el pare que aporta, a través de la seva energia masculina (oposada i complementària a la Terra femenina), perquè es produeixin aliments per a tots els éssers vius, no només pels humans.
És una festa d'agraïment per la vida que es renova. Es dialoga amb el Sol, perquè creuen que el Sol està viu, perquè estan contents que torni i amb ell senten que els humans tornen a créixer.
La concepció del temps dels maputxes "l'antic es renova sempre" era diferent de la que es tenia a Occident, on "l'antic queda enrere i només es pot recordar". Si bé la física faria canviar la idea de linealitat del temps, a partir de Galileu, la burgesia d'occident la va prendre com a referència central per al seu projecte industrial.

## Relació amb el Puel mapu
El Puelmapu (en mapudungun: puelmapu, ‘terra de l'est’) és la part del Wallmapu o territori maputxe que està a l'est de l'serralada dels Andes. Dins la concepció tradicional maputxe, el món terrenal o Nagmapu (en mapudungun: nagmapu, ‘terra d'abaix’) està format per quatre parts (Meli Witran Mapu, les "quatre cantonades de la terra"), de les quals una és el Puelmapu.
| «                 | «El Puel mapu [‘tierra del Este’] es la puerta abierta para ingresar al mundo del bien, los antepasados mapuche concibieron que durante las horas de descanso se debe permanecer acostado en una sola posición: tener los pies hacia el Lafken mapu y la cabeza hacia el Puel mapu.» | El Puel mapu ['terra de l'Est'] és la porta oberta per ingressar al món del bé, els avantpassats maputxe van concebre que durant les hores de descans s'ha de romandre estirat en una sola posició: tocar de peus cap al Lafken mapu i el cap, cap al Puel mapu. | » |
| — Armando Marileo | | |   |

## Relació amb la Lluna
Els kimche (‘savis') observaven que quan s'acaba la tardor i comença l'hivern, hi ha un canvi de cicle natural. Creien que aquest canvi venia regit per la Lluna, que provoca canvis en els brots de vegetals, animals, a la terra o el sol.
Les divinitats governen el món sobrenatural i natural, posseeixen una estreta relació amb la gent, a qui lliuren favors o dons. Habiten a la Wenu mapu (‘terra de dalt’).
Ngünechen, la divinitat major, és el gran esperit del bé, creador i sostenidor de la gent i de la naturalesa.
La família divina, que es reflecteix a la família maputxe, està formada per Kuse (‘Anciana’), Fücha (‘Ancià’), Ülcha (‘dona jove’) i Weche (‘home jove’).
Com reprodueixen la forma de vida de la família maputxe, posseeixen kümeke mapu (terres bones) cultivables, üñüm (‘ocells') i kulliñ (‘animals'), habiten en ruka (‘cases') i viuen a la manera dels éssers humans.

## Mètode d'ubicació temporal

### Mètode solar

L'est és el Puelmapu i l'oest és el Lafkenmapu

El mètode més efectiu que posseïen els antics maputxes per a la definició del dia del we-tripantu és el disseny, estructuració, ubicació i construcció de la seva Ruka; amb un fogó al centre i la porta principal orientada cap a la sortida del sol, determinaven i controlaven el temps i el transcurs de l'any.
És a dir, el fogó, la porta principal i un tronc o pal situat enfront de la porta, definia o marcava el moviment del dia, les constel·lacions, el sol, la lluna i el temps; aquests símbols marcaven els dies i indicaven el recorregut o moviment del sol i les estacions de l'any:
- Hivern (en mapudungun: pukemngen, ‘temps de pluges').
- Primavera (en mapudungun: pewüngen, ‘temps o època de brots').
- Estiu (en mapudungun: walüng, ‘temps d'abundància’).
- Tardor (en mapudungun: rimü, ‘temps de descans o capbussades').

Aquesta seqüència determinava el dia exacte del We tripantu.
Des del punt de referència s'apreciava l'inici del recorregut que realitzava el sol a partir el dia del We tripantu, començant a moure's des del Puel-pikunmapu cap al Puel-willimapu i viceversa. En aquest recorregut es deia que el sol ha de compenetrar-se o connectar-se amb el fogó situat al centre de la ruka, a més els rajos no han de tenir cap obstacle 'en el seu viatge' o recorregut que realitzen cada dia i durant les tretze llunes de l'any.

### Mètode lunar
Uns altres dels factors determinants del We tripantu són les tretze llunes de l'any, totes tenen els seus propis noms i cadascuna representa l'època que li toca fer-se present. La lluna que marca l'inici de l'any nou s'anomena trufken-küyen, lluna grisa o lluna de les cendres, i correspon al pukem. Per tant, ja nascut el trufken küyen comencen els preparatius per a la cerimònia d'inici de renovació de la vida o We tripantu.

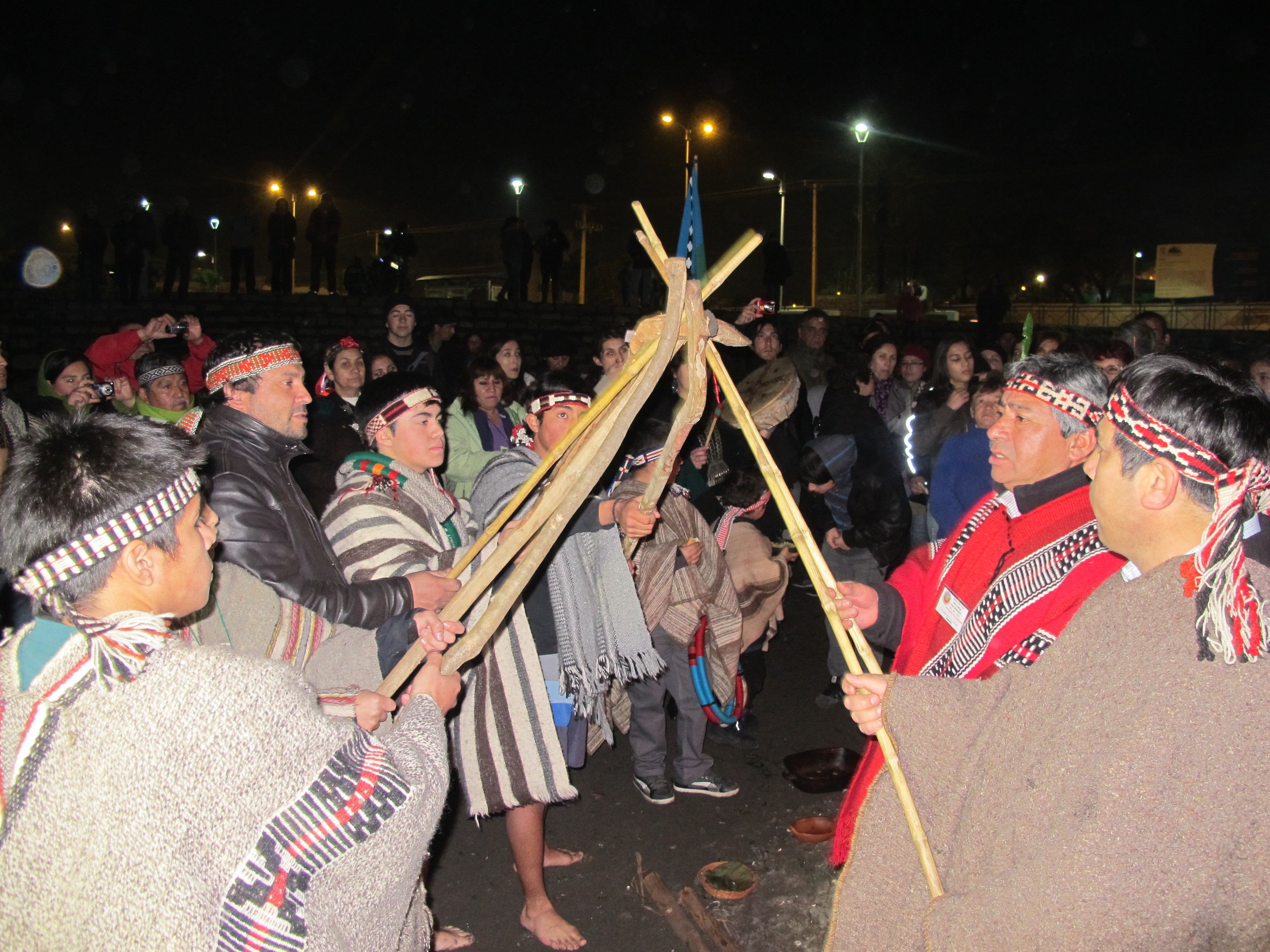
Celebracions del We Tripantu, any nou maputxe, a Talcahuano

### Mètode estel·lar
Es parla també d'un conjunt d'estels anomenats Ngaupoñi que, en apropar-se el we-tripantu, desapareixeran pel ponent, lafkenmapu o ngülumapu, apareixent a la matinada cap a l'orient, uns dies abans de produir-se el naixement de la nova vida a la natura. La sortida helíaca de les Ngaupoñi, és a dir 'Aparició de les Plèiades' per l'horitzó una hora abans que el Sol, anunciava dotze dies abans el solstici d'hivern i el We tripantu.
La interacció amb els inques va ajudar els maputxes a intercanviar observacions astronòmiques. D'acord amb Aveni, la sortida heliaca de les Plèiades dona inici a l'any Inca, uns 13 a 15 dies abans del solstici d'hivern. Van veure una relació entre el temps en què les Plèiades són visibles i el cicle agrícola anual. D'aquesta manera un dels noms amb què designaven al cúmul era Collca, que significa dipòsit d'aliments en quítxua. Les Plèiades estan absents del cel nocturn entre el 3 de maig i 9 de juny, 37 dies, període que coincideix amb el de la collita i la propera època de sembra a l'altiplà.
L'observació de la primera aparició de les Plèiades no només definia l'inici de l'any Inca i Maputxe, també els permetia pronosticar les pluges de la següent temporada i avançar o endarrerir les sembres.

## Fi del We tripantu
Durant la nit el sol s'amagarà per la terra del Lafkenche (el món dels homes del litoral o els vessants), sota la protecció de Sumpal (divinitat generosa o fustigadora segons sigui el comportament dels habitants del Lafken mapu).
| « | "Deuma afpule pun, mapuche mapumeu wengetuai itrovill monguen.... Ka femngechi peumangen, wengetuai rakiduam, newen, ka kiñegün itrokom puche, Ka antü ñi mülerpuam doi küme monguen..." | Quan la nit hagi arribat a la seva fi, la naturalesa donarà pas a un nou cicle de vida en el món indígena, permetent renovar els somnis, esperances i compromisos cap a un futur millor per a tots... | » |